# Liberale Unionisten
Die Liberalen Unionisten (englisch Liberal Unionist Party) waren eine Teilpartei, die sich aus Mitgliedern der Liberalen Partei (englisch: Liberal Party) im Vereinigten Königreich im Frühjahr des Jahres 1886 gebildet hatte. Anlass des Bruchs war eine Initiative des liberalen Premierministers William Gladstone, der im britischen Irland eine Selbstverwaltung (Home Rule) einrichten wollte. Teile der Liberalen, die hierin eine Gefahr für die seit 1800 bestehende Union zwischen Großbritannien und Irland erkannten, verließen daraufhin die Liberalen und gründeten ihre eigene Fraktion, die Liberalen Unionisten. Diese gingen ein loses Bündnis mit der Konservativen Partei (englisch: Conservative Party) ein und brachten im Verbund mit den Konservativen Gladstones wiederholte Initiativen für die irische Selbstverwaltung zu Fall.
Der größte Teil der Liberalen Unionisten bestand fort bis ins Jahr 1903, als ein erneuter Bruch über der Frage des Freihandels erfolgte und ein Teil der Liberalen Unionisten zur Liberalen Partei zurückkehrte, während der andere, von Joseph Chamberlain geführte Teil sich noch enger an die Konservative Partei band und schließlich im Jahr 1912 mit dieser auch formell fusionierte. Für das britische Parteiengefüge bedeutete der Bruch zwischen Liberalen Unionisten und den Liberalen eine Zäsur: Die Liberalen verloren ihre Vormachtstellung im Unterhaus, die sie über lange Jahrzehnte innegehabt hatten.

## Formierung der Liberalen Unionisten

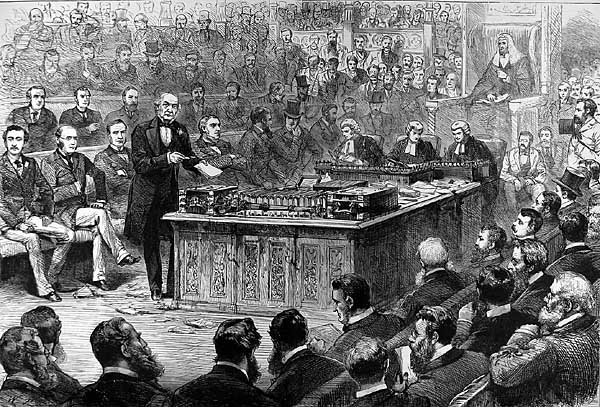
Gladstone stellt sein Home Rule-Gesetz in der Unterhausdebatte am 8. April 1886 vor.

Der Anlass für die Formierung der Liberalen Unionisten war die Home Rule Bill der dritten Regierung von Premierminister William Gladstone, die in ihrer Konzeption Irland eine weitgehende Selbständigkeit innerhalb des Vereinigten Königreiches zubilligte. Irland war seit 1800 in Personalunion mit London verbunden und dort mit eigenen Abgeordneten vertreten.
Nach den Unterhauswahlen von 1885 waren die Irischen Nationalisten um den protestantischen Grundbesitzer Charles Stewart Parnell mit 86 Sitzen ins Unterhaus eingezogen und hielten dort mit ihrem Block an Abgeordneten die Balance inne. Sie forderten in ihrer großen Mehrheit eine irische Selbstverwaltung. Premierminister Gladstone war durch den Wahlerfolg der irischen Nationalisten überzeugt, dass Irland nunmehr eine Selbstverwaltung verdiene und eine Reform der bestehenden Union zwischen Großbritannien und Irland angebracht sei. Dagegen war ein Teil der Liberalen überzeugt, dass Home Rule für Irland letztlich zu einer Auflösung der Union und nachfolgend unweigerlich zu einer Unabhängigkeit Irlands führen würde. Liberale Parteimitglieder um den Marquess of Hartington und George Joachim Goschen gründeten ein „Komitee zum Erhalt der Union“. Um die „Union der Reiche“ aufrechtzuerhalten, verbündeten sie sich mit einer innerparteilichen Strömung um Joseph Chamberlain und John Bright. Chamberlain hatte kurzzeitig in Gladstones Kabinett als Minister gedient, war jedoch sofort zurückgetreten, als er Einblick in Gladstones Home Rule-Pläne bekommen hatte. Beide Gruppen formten zunächst das Liberal Unionist Council und knüpften Kontakte mit den Konservativen, um die Pläne Gladstones im Parlament zum Scheitern zu bringen. Am 8. April 1886 legte Gladstone schließlich seine Pläne für das Home Rule-Gesetz im Unterhaus vor. Chamberlain erhob sich sofort und trug die Bedenken der radikaleren Unionisten vor. Der moderatere Teil der Liberalen Unionisten verständigte sich zudem darauf, außerparlamentarisch vorzugehen und gemeinsam mit den Konservativen öffentliche Kundgebungen gegen Gladstones Gesetz zu organisieren.

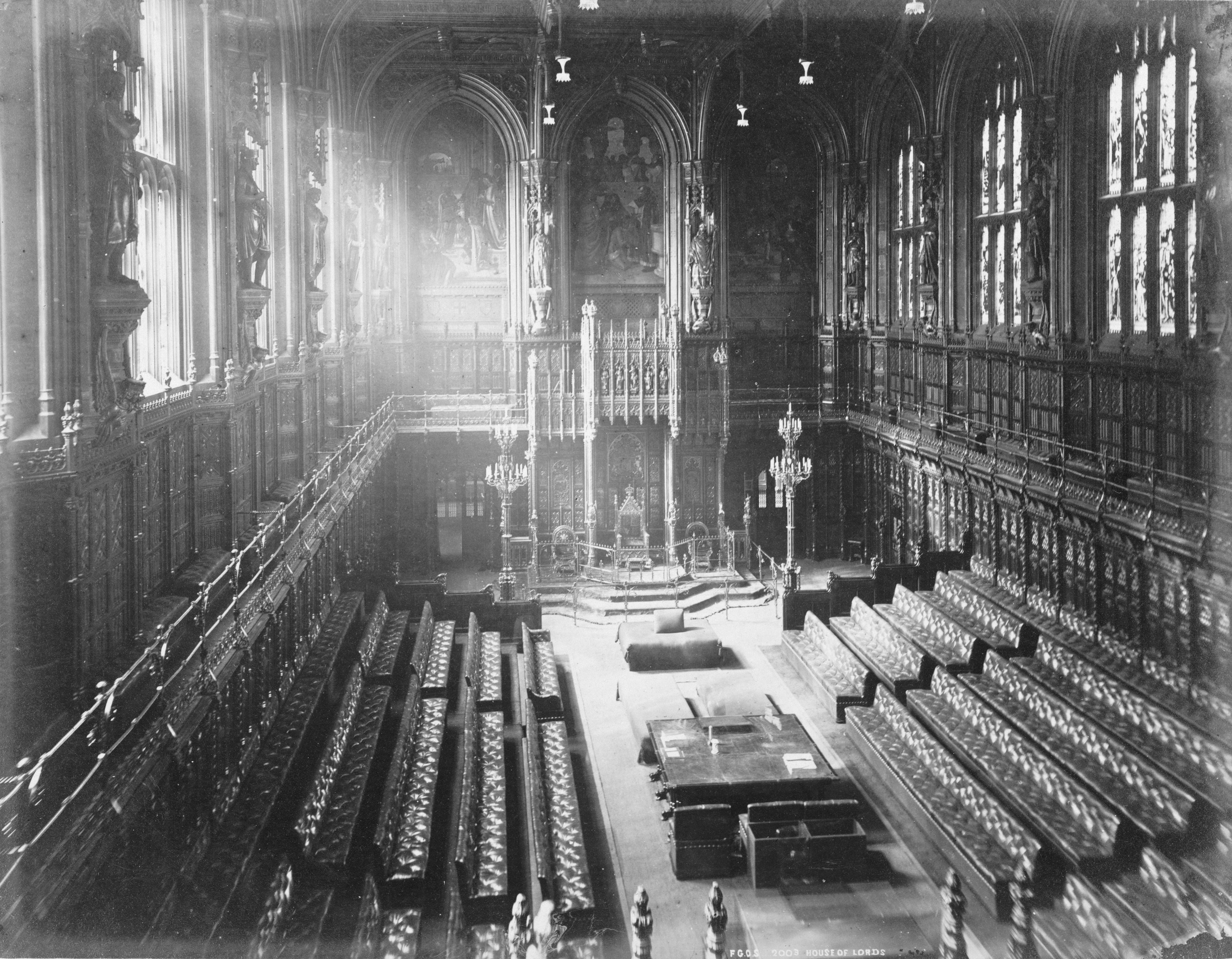
Das House of Lords, Ende des 19. Jahrhunderts

Schwerwiegend für die Liberale Partei war vor allem die Situation im Oberhaus (House of Lords). Hatten die Konservativen im Oberhaus bereits seit langem eine Mehrheit inne, die 1868 noch etwa 60 bis 70 Sitze betrug, so wechselte nun die Masse der bislang liberalen Peers die Seite. Die Liberale Fraktion im Oberhaus schrumpfte von einer respektablen Minderheit zusammen auf nur noch insgesamt 30 bis 40 Peers.
Die Liberalen Unionisten hatten ihre Unterstützer zudem vor allem in den oberen Schichten der Liberalen Anhängerschaft; in der britischen Upper class und der oberen Mittelschicht war die Stimmung fast einhellig gegen Home Rule, umso mehr, als bekanntgeworden war, dass Königin Victoria die Home Rule-Pläne Gladstones ablehne.
Bei den folgenden Neuwahlen im Juli 1886 wurde die Konservative Partei zwar die stärkste Fraktion im Unterhaus, konnte jedoch keine eigene Mehrheit erreichen. Die Liberalen Unionisten gewannen 73 Sitze im Unterhaus; Lord Salisbury lud die Liberalen Unionisten nun zu einer Koalition mit den Konservativen ein. Die Liberalen Unionisten unterstützten in der Folge die konservative Regierung Lord Salisburys, behielten jedoch ostentativ weiter ihren Platz auf den Oppositionsbänken, wo sie weiterhin neben Gladstones Liberalen saßen. Auch behielten die Liberalen Unionisten eine eigene Struktur und separate Wahlkampffonds. Nach dem Rücktritt des konservativen Schatzkanzlers Randolph Churchill im Dezember 1886 berief Premierminister Salisbury Goschen als neuen Schatzkanzler, der damit als erster Liberaler Unionist ein hohes Regierungsamt in einer konservativen Regierung bekleidete.
Bei den Unterhauswahlen 1892 gewannen Gladstones Liberale erneut die Mehrheit, waren jedoch wiederum auf die Unterstützung der Irischen Nationalisten angewiesen. Gladstone bildete seine vierte Regierung und brachte bald erneut eine Gesetzesvorlage zur Home Rule ein, die für ihn mehr und mehr zur zentralen politischen Frage und einer beinahe obsessiven Angelegenheit wurde. Diese passierte zwar trotz intensiven Widerstands erfolgreich das Unterhaus, wurde jedoch im Oberhaus von einer Koalition aus konservativen Peers und den Peers der Liberalen Unionisten zurückgewiesen. Bei der Abstimmung im Jahr 1893 stimmte das Oberhaus mit 419 zu 41 Stimmen gegen Gladstones Home Rule-Gesetzesentwurf. Ein dauerhafter Bruch zwischen den Liberalen und den Liberalen Unionisten schien nun unvermeidlich. Goschen trat dem Carlton Club bei, einem exklusiven Londoner Gentlemen’s Club, der nur Konservativen offenstand und zeigte damit auch formell seinen Übergang zur Konservativen Partei an. Während der Duke of Devonshire eine Fusion mit den Konservativen befürwortete, stand der machtbewusste Chamberlain dem kritisch gegenüber. Trotz dieser Unstimmigkeiten blieb die Einigkeit der Liberalen Unionisten bestehen, bis Chamberlain im Jahr 1903 öffentlich eine Reform der Zollpolitik forderte und Protektionismus propagierte. Gleichbedeutend mit einer Abkehr vom bislang bestehenden Dogma des Freihandels, bedeutete Chamberlains Vorstoß eine schwere Belastung für die Liberalen Unionisten, die sich nun erneut aufspalteten. Ein Teil der Liberalen Unionisten kehrte wieder zur Liberalen Partei zurück, der Duke of Devonshire saß von diesem Zeitpunkt an bis zu seinem Tod im Jahr 1908 als „Crossbencher“ im Oberhaus zwischen den Parteien.
Die verbliebenen Liberalen Unionisten um Chamberlain verstärken dagegen ihre Bindungen mit der Konservativen Partei und arbeiteten immer enger mit dieser zusammen, bis beide im Lauf der Zeit fast ganz zu einer Partei verschmolzen. Besonders nach der Unterhauswahl 1906 gewannen die Liberalen Unionisten um Chamberlain an Gewicht in ihrem Bündnis mit den Konservativen, die durch die schwere Wahlniederlage hart getroffen worden waren. Chamberlain selbst erlitt jedoch im Sommer 1906 einen schweren Schlaganfall, der ihn zunehmend paralysierte. Die Führung der Liberalen Unionisten ging nun schrittweise in einen kleinen Zirkel über, dessen führende Namen vor allem Chamberlains Sohn Austen Chamberlain und Lord Lansdowne waren. Lord Lansdowne war seit 1903 Leader of the House of Lords.

## Verschmelzung mit den Konservativen
Nach dem Rücktritt des konservativen Parteivorsitzenden Arthur Balfour im November 1911 war Austen Chamberlain auch einer der aussichtsreichsten Kandidaten für die Nachfolge Balfours als Vorsitzender der konservativen Unterhausfraktion. (Die konservativen Fraktionen in Unterhaus und Oberhaus wurde jeweils separat geleitet, der konservative Führer im Oberhaus war Lord Lansdowne). Austen Chamberlain verzichtete angesichts unklarer Aussichten jedoch im Vorfeld des Treffens der konservativen Unterhausabgeordneten zugunsten von Andrew Bonar Law.
Ein Jahr später gingen Konservative und Unionisten schließlich auch offiziell in einer gemeinsamen Partei auf, der Conservative and Unionist Party, wie die Konservativen in Großbritannien sich seitdem offiziell nennen.

## Bedeutung der Liberalen Unionisten für das britische Parteiengefüge
Die Formierung der Liberalen Unionisten und der zunächst zögerliche, dann immer klarer werdende Bruch zwischen ihnen und der Liberalen Partei bedeutete eine Zäsur für das britische Parteiengefüge. Zunächst die Whigs und später die Liberalen als ihre Nachfolgepartei waren für die meiste Zeit im 19. Jahrhundert die natürliche Regierungspartei gewesen, die allenfalls kurze Zeitspannen in der Opposition verbrachte. Durch die Allianz der Liberalen Unionisten mit den Konservativen und die als „Tory Democracy“ bekannte populäre Bewegung junger Konservativer konnten die Konservativen nun dieses Verhältnis umdrehen und die letzten Jahrzehnte des 19. Jahrhunderts dominieren. Dagegen wurde die Liberale Partei nicht nur durch den Wegfall der Liberalen Unionisten geschwächt, auch interne Flügelkämpfe verhinderten eine Stärkung ihrer Position.
Erst durch Joseph Chamberlains großangelegte Initiative für Schutzzölle gewannen die Liberalen wieder an Kraft, da sie als Partei dem Freihandel verpflichtet waren und nun erneut ein großes Thema hatten, mit dem sie im Wahlkampf bestehen konnten. Zudem spaltete Chamberlain durch seinen Vorstoß auch die Konservativen, die sich in Flügelkämpfen in den nächsten Jahren abnutzten.